# Campeonato Italiano de Rugby 1928-29
El Campeonato de Rugby de Italia de 1928-29 fue la primera edición de la primera división del rugby de Italia.

## Sistema de disputa
Cada equipo enfrenta a los equipos restantes de su grupo en partidos de local y de visita.
- Los mejores equipos de cada grupo clasifican a la final buscando el campeonato del torneo.

## Clasificación

### Grupo A
Tabla de posiciones:
| Pos. | Equipo        | Encuentros | Encuentros | Encuentros | Encuentros | Tantos | Tantos | Tantos | Puntos |
| Pos. | Equipo        | PJ         | PG         | PE         | PP         | F      | C      | Dif    | Puntos |
| ---- | ------------- | ---------- | ---------- | ---------- | ---------- | ------ | ------ | ------ | ------ |
| 1.º  | Ambrosiana    | 4          | 4          | 0          | 0          | 66     | 0      | +66    | 8      |
| 2.º  | XV Leonessa   | 4          | 1          | 1          | 2          | 3      | 23     | -20    | 2      |
| 3.º  | G.S. Michelin | 4          | 0          | 1          | 3          | 0      | 46     | -46    | 1      |

|  | Finalista. |

### Grupo B
| Pos. | Equipo             | Encuentros | Encuentros | Encuentros | Encuentros | Tantos | Tantos | Tantos | Puntos |
| Pos. | Equipo             | PJ         | PG         | PE         | PP         | F      | C      | Dif    | Puntos |
| ---- | ------------------ | ---------- | ---------- | ---------- | ---------- | ------ | ------ | ------ | ------ |
| 1.º  | SS Lazio Rugby     | 4          | 4          | 0          | 0          | 41     | 9      | +32    | 8      |
| 2.º  | Rugby Bologna      | 4          | 1          | 1          | 2          | 12     | 21     | -9     | 2      |
| 3.º  | Leoni di San Marco | 4          | 0          | 1          | 3          | 12     | 35     | -23    | 1      |

|  | Finalista. |

## Final
| 7 de abril de 1929 | SS Lazio Rugby | 5 - 0 | Ambrosiana |  |  |

| 14 de abril de 1929 | Ambrosiana | 10 - 3 | SS Lazio Rugby |  |  |

| 15 de junio de 1929 | Ambrosiana | 3 - 0 | SS Lazio Rugby |  |  |

| Bandera de Italia  |
| Campeón Ambrosiana |
| Primer título      |